# بويان جولوبوفيتش
بويان جولوبوفيتش مواليد 22 أغسطس 1983 في كونييتش، جمهورية يوغوسلافيا الاشتراكية الاتحادية، هو لاعب كرة قدم بوسني. يلعب كمهاجم.

## المسيرة الاحترافية

### أندية لعب لها
- نادي رادنيتشكي سبليت
- نادي بياترا نيامتس
- نادي سوندرييسكه
- نادي بوليتكنيكا ياشي
- نادي ستيوا بوخارست

## روابط خارجية
- بويان جولوبوفيتش على موقع قاعدة بيانات كرة القدم.إي يو (الإنجليزية)
- بويان جولوبوفيتش على موقع Soccerbase.com (لاعب) (الإنجليزية)
- بويان جولوبوفيتش على موقع Soccerway.com (الإنجليزية)
- بويان جولوبوفيتش على موقع AS.com (الإسبانية)